# Nederlandse kampioenschappen zwemmen 1941
De Nederlandse kampioenschappen zwemmen 1941 werden gehouden op 9 en 10 augustus 1941 in Den Haag, Nederland.
De beide schoolslagkampioenen Jopie Waalberg en Herman Smitshuijzen wisten de titel niet te heroveren en moesten die afstaan aan Tonny Bijland en Wim Seton. Verder moest 'gevallen grootheid' Joop van Merkesteyn zijn meerdere erkennen in Kees Hoving. Rie van Veen was bij de vrouwen de snelste op de korte afstanden; schoonspringer Clemens de Goede won voor het eerst de titel.

## Zwemmen

### Mannen
| Afstand:           | Goud:                                                         | Tijd    | Zilver:                    | Tijd    | Brons:                       | Tijd    |
| 100 m vrije slag   | Kees Hoving RZC                                               | 1.02,0  | Stans Scheffer DJK         | 1.02,8  | Joop van Merkesteyn Haarlem  | 1.04,6  |
| 400 m vrije slag   | Frits Ruimschotel HZ&PC                                       | 5.35,8  | J. Keller De Robben        | 5.36,4  | Sam Moolenaar Het Y          | 5.43,7  |
| 1500 m vrije slag  | Bert Ramack RZC                                               | 22.19,2 | J. de Groot Het Y          | 23.10,2 | Frits Ruimschotel HZ&PC      | 23.13,0 |
| 100 m rugslag      | Dolf van Schouwen DJK                                         | 1.12,9  | Piet Metman Het Y          | 1.13,0  | Stans Scheffer DJK           | 1.15,5  |
| 200 m schoolslag   | Wim Seton Zian                                                | 2.50,1  | Herman Smitshuijzen AZ '70 | 2.53,3  | Ruud van Feggelen De Meeuwen | 3.05,9  |
| 4x200 m vrije slag | HZ&PC Frits Ruimschotel Hans Thomas Hans Holsbergen Cees Pley | 10.19,4 | HPC Heemstede I            | 10.21,8 | Het Y                        | 10.32,2 |

### Vrouwen
| Afstand:           | Goud:                                                         | Tijd   | Zilver:                     | Tijd   | Brons:                    | Tijd   |
| 100 m vrije slag   | Rie van Veen RDZ                                              | 1.06,9 | Alie Stijl ADZ              | 1.09,3 | Willy Soetekouw RDZ       | 1.10,4 |
| 400 m vrije slag   | Rie van Veen RDZ                                              | 5.37,4 | Annie Veldhuijzen De Robben | 5.50,8 | Bep van Schaik De Meeuwen | 6.02,0 |
| 100 m rugslag      | Iet van Feggelen De Meeuwen                                   | 1.18,6 | Thea de Haan Zian           | 1.23,0 | Hilda Willems Het Y       | 1.23,5 |
| 200 m schoolslag   | Tonny Bijland HZC                                             | 3.05,8 | Jopie Waalberg ADZ          | 3.06,4 | Willy Haverlag De Robben  | 3.07,9 |
| 4x100 m vrije slag | RDZ Rie van Veen Willy Soetekouw Bep Groenendijk Bep Zijlstra | 5.04,3 | De Meeuwen                  | 5.27,0 | HPC Heemstede             | 5.42,6 |

## Schoonspringen

### Mannen
| Onderdeel: | Goud:                   | Score  | Zilver:         | Score  | Brons:               | Score |
| 3 m plank  | Clemens de Goede AZ '70 | 115,49 | Adri Zomer HVGB | 113,30 | W. van der Ban Aegir | 91,18 |

### Vrouwen
| Onderdeel: | Goud:            | Score | Zilver:               | Score | Brons:           | Score |
| 3 m plank  | Rie Muytjens ADZ | 87,83 | Jopie van Engelen HDZ | 84,70 | Gré de Hooge RDZ | 77,15 |

Langebaan (50 meter):

1920 ·
1921 ·
1922 ·
1923 ·
1924 ·
1925 ·
1926 ·
1927 ·
1928 ·
1929 ·
1930 ·
1931 ·
1932 ·
1933 ·
1934 ·
1935 ·
1936 ·
1937 ·
1938 ·
1939 ·
1940 ·
1941 ·
1942 ·
1943 ·
1944 ·
1945 ·
1946 ·
1947 ·
1948 ·
1949 ·
1950 ·
1951 ·
1952 ·
1953 ·
1954 ·
1955 ·
1956 ·
1957 ·
1958 ·
1959 ·
1960 ·
1961 ·
1962 ·
1963 ·
1964 ·
1965 ·
1966 ·
1967 ·
1968 ·
1969 ·
1970 ·
1971 ·
1972 ·
1973 ·
1974 ·
1975 ·
1976 ·
1977 ·
1978 ·
1979 ·
1980 ·
1981 ·
1982 ·
1983 ·
1984 ·
1985 ·
1986 ·
1987 ·
1988 ·
1989 ·
1990 ·
1991 ·
1992 ·
1993 ·
1994 ·
1995 ·
1996 ·
1997 ·
1998 ·
Amersfoort 1999 ·
Drachten 2000 ·
Eindhoven 2001 ·
Amersfoort 2002 ·
Amsterdam 2003 ·
Amsterdam 2004 ·
Amsterdam 2005 ·
Eindhoven 2006 ·
Amsterdam 2007 ·
Eindhoven 2008 ·
Eindhoven 2009 ·
Eindhoven 2010 ·
Eindhoven juni 2011 ·
Eindhoven december 2011 ·
Amsterdam 2012 ·
Eindhoven 2013 ·
Eindhoven 2014 ·
Eindhoven 2015 ·
Eindhoven 2016 ·
Eindhoven 2017 ·
Amersfoort 2018 ·
Amersfoort 2019 ·
2020 ·
2021 ·
Amersfoort 2022 ·
Amersfoort 2023 ·
Amersfoort 2024

Kortebaan (25 meter):

1980 ·
1981 ·
1982 ·
1983 ·
1984 ·
1985 ·
1986 ·
1987 ·
1988 ·
1989 ·
1990 ·
1991 ·
1992 ·
1993 ·
1994 ·
1995 ·
1996 ·
1997 ·
's-Hertogenbosch 1998 ·
Nieuwegein 1999 ·
Nieuwegein 2000 ·
Alphen aan den Rijn 2001 ·
Eindhoven 2002 ·
Drachten 2004 ·
Amsterdam 2005 ·
Drachten 2006 ·
Amsterdam 2007 ·
Amsterdam 2008 ·
Amsterdam 2009 ·
Amsterdam 2010 ·
Amsterdam 2012 ·
Dordrecht 2013 ·
Tilburg 2014 ·
Tilburg 2015 ·
Hoofddorp 2016 ·
Hoofddorp 2017 ·
Tilburg 2018 ·
Tilburg 2019 ·
2020 ·
Den Haag 2021 ·
Den Haag 2022 ·
Den Haag 2023